# Wiktar Rudenka
Wiktar Piatrowicz Rudenka (biał. Віктар Пятровіч Рудэнка, ros. Виктор Петрович Руденко, Wiktor Pietrowicz Rudenko) – białoruski lekarz i polityk, deputowany do Rady Najwyższej Republiki Białorusi XIII kadencji, w latach 1996–2000 deputowany do Izby Reprezentantów Zgromadzenia Narodowego Republiki Białorusi I kadencji.

## Życiorys
W 1995 roku mieszkał w osiedlu Lasny w rejonie mińskim. Pracował jako główny lekarz Mińskiego Obwodowego Szpitala Klinicznego. W drugiej turze wyborów parlamentarnych 28 maja 1995 roku został wybrany na deputowanego do Rady Najwyższej Republiki Białorusi XIII kadencji z Borowlańskiego Okręgu Wyborczego Nr 193. 9 stycznia 1996 roku został zaprzysiężony na deputowanego. Od 23 stycznia pełnił w Radzie Najwyższej funkcję członka Stałej Komisji ds. Ochrony Zdrowia, Kultury Fizycznej i Sportu. Był bezpartyjny. Poparł dokonaną przez prezydenta Alaksandra Łukaszenkę kontrowersyjną i częściowo nieuznaną międzynarodowo zmianę konstytucji. 27 listopada 1996 roku przestał uczestniczyć w pracach Rady Najwyższej i wszedł w skład utworzonej przez prezydenta Izby Reprezentantów Zgromadzenia Narodowego Republiki Białorusi I kadencji. Zgodnie z Konstytucją Białorusi z 1994 roku jego mandat deputowanego do Rady Najwyższej zakończył się 9 stycznia 2000 roku; kolejne wybory do tego organu jednak nigdy się nie odbyły.